# Jaczonka
Jaczonka (biał. Ячонка, Jaczonka; ros. Ячёнка, Jaczonka) – wieś na Białorusi, w obwodzie mińskim, w rejonie stołpeckim, w sielsowiecie Rubieżewicze, rozciągająca się pomiędzy Jaczonką a Sułą.
Współcześnie w skład miejscowości wchodzi także dawny folwark Nowopole.

## Historia
W XIX i w początkach XX w. majątek ziemski Jaczonka, wsie Jaczonka Wielka i Jaczonka Mała oraz wieś i folwark Nowopole położone były w Rosji, w guberni mińskiej, w powiecie mińskim, w gminie Zasule.
W dwudziestoleciu międzywojennym wieś i kolonia Jaczonka oraz folwark Nowopole leżały w Polsce, w województwie nowogródzkim, w powiecie stołpeckim, do 1 kwietnia 1927 w gminie Zasule, następnie w gminie Stołpce. Demografia w 1921 przedstawiała się następująco:
|                  | Liczba mieszkańców | Budynki | Narodowość  | Narodowość        | Wyznanie    | Wyznanie |
| Polacy           | Liczba mieszkańców | Budynki | Białorusini | rzymskokatolickie | prawosławne |          |
| ---------------- | ------------------ | ------- | ----------- | ----------------- | ----------- | -------- |
| wieś Jaczonka    | 523                | 93      | 9           | 514               | 18          | 505      |
| kolonia Jaczonka | 344                | 54      | 7           | 337               | 12          | 332      |
| folwark Nowopole | 6                  | 1       | –           | 6                 | 1           | 5        |

W pierwszych latach po odzyskaniu niepodległości w Jaczonce Małej stacjonowały dwie kompanie etapowe IV Poznańskiego Batalionu Etapowego.
Po II wojnie światowej w granicach Związku Sowieckiego. Od 1991 w niepodległej Białorusi.

### Właściciele majątku
Majątek Jaczonka był właśnością Obuchowiczów, później Bolesława Oskierki, któremu za udział w powstaniu styczniowym został skonfiskowany i w 1869 nadany urzędnikom carskim Bychowcowi i Radczence.

## Ludzie związani z miejscowością
- Bolesław Oskierka – marszałek szlachty powiatu mińskiego, komisarz powiatu mińskiego w powstaniu styczniowym; właściciel majątku Jaczonka